# Ligne de tramway H (SNCV Groupe de Bruxelles Nord)
 (janvier 2022).
Pour les articles homonymes, voir Ligne H.
Ne doit pas être confondu avec Ligne de tramway H (Bruxelles, Porte de Schaerbeek) ou Ligne de tramway H (Bruxelles, Place Rouppe).
La ligne H est une ancienne ligne du tramway vicinal de Bruxelles de la Société nationale des chemins de fer vicinaux (SNCV) qui reliait Bruxelles à Humbeek.

## Histoire
Tableaux : 1931 286 ; 1958 507
Films types S et types N :
• G : Bruxelles Nord - Grimbergen.
• G barré (service partiel) : Bruxelles - Strombeek - Beauval (en néerlandais : Het Voor).
• H barré (limité Porte du BeNeLux durant l'Expo 58) : Bruxelles Nord- Heysel.
• S (service partiel) : Bruxelles Nord - Mutsaert - Strombeek - Beauval (en néerlandais : Het Voor).
Capital 18.
14 septembre 1889 : ouverture de la ligne Humbeek - Grimbergen - Laeken Gros-Tilleul - Laeken rue de Vrière.
15 mai 1890 : prolongement jusqu'à Laeken Pont du Canal.
1er avril 1908 : prolongement jusqu'à Bruxelles avenue du Boulevard.
31 août 1952 : création d'une antenne vers Beauval (en néerlandais : Het Voor) par le prolongement du service partiel S ou G barré,.
20 février 1957 : Laeken tunnel "Expo 58".
9 octobre 1957 : mise en boucle du terminus Place Rogier.
30 septembre 1960 : fermeture du service marchandises.
30 juin 1961 : suppression de la section Grimbergen (Dépôt) - Humbeek (Canal) et remplacement par une ligne d'autobus sous l'indice H.
30 juin 1968 : suppression de la navette Grimbergen (Dépôt) - Meise
31 juillet 1978 : suppression des services restants (G et G barré).